# Instruktionspsychologie
Unter Instruktionspsychologie ist die mit empirisch-wissenschaftlichen Methoden vorgenommene Analyse von Curricula und die darauf aufbauende Gestaltung von Lehr-Lern-Umgebungen zur Anregung von Lernprozessen durch Verfahren der Instruktionsplanung und Instruktionsgestaltung (Instructional Design) zur Erreichung gesetzter Lehrziele gemeint. 
Grundlagen für die Instruktionspsychologie sind psychologische Lern- und Gedächtnistheorien, das Wissen um effektive Lehr- und Unterrichtsmethoden, Kenntnisse der kognitiven und motivationalen Lernvoraussetzungen bei den Lernern (durch Verfahren der pädagogisch-psychologischen Diagnostik) sowie Kenntnisse hinsichtlich der für die Zielgruppe einsetzbaren Instruktionsmedien und Unterrichtstechnologien. Die instruktionspsychologischen Themenstellungen beziehen sich auf „Was-Fragen“ (Inhaltsanalyse der Instruktion, Curriculum, übergeordnete Ziele) und „Wie-Fragen“ (Interaktions- und Wirkungsanalyse der Instruktion, Gestaltung des Lehr-Lernprozesses, berufsethische Standards des Lehrens). Beziehungen gibt es zur deskriptiv gedachten empirischen Unterrichtsforschung, zur präskriptiven Instruktionsforschung und zur normativen Erziehungsphilosophie. Instruktionspsychologische Fragestellungen werden ebenso im Rahmen der Didaktik angesprochen, wobei aber Didaktik weniger als Wissenschaft, sondern als Kunst verstanden wird (diese Unterscheidung kommt z. B. in dem Zeitschriftenartikel The science of learning and the art of teaching zum Ausdruck). 